# Cyanopepla aberrans
Cyanopepla aberrans är en fjärilsart som beskrevs av Embrik Strand 1917. Cyanopepla aberrans ingår i släktet Cyanopepla och familjen björnspinnare. Inga underarter finns listade i Catalogue of Life.